# Pinheiro (Vieira do Minho)
Pinheiro is een plaats (freguesia) in de Portugese gemeente Vieira do Minho en telt 544 inwoners (2001).